# Металлы
Мета́ллы (лат. metallum от др.-греч. μέταλλον — «шахта, рудник») — группа химических элементов, обладающих в виде простых веществ при нормальных условиях характерными металлическими свойствами, такими как высокие тепло- и электропроводность, положительный температурный коэффициент сопротивления, высокая пластичность, ковкость и характерный металлический блеск.

## Происхождение слова
Слово «металл» было заимствовано в русский из немецкого языка. Оно отмечается в «Травнике» Николая Любчанина, написанном в 1534 году: «…злато и серебро всех металей одолеваетъ». Окончательно слово было усвоено в Петровскую эпоху. Первоначально оно имело общее значение «минерал, руда, металл»; разграничение этих понятий произошло в эпоху М. В. Ломоносова.
Металлом называется светлое тело, которое ковать можно. Таких тел находим только шесть: золото, серебро, медь, олово, железо и свинец. Разделяются на высокие и простые металлы; которое разнство в том состоит, что высоких одним огнём без помощи других материй в пепел сожечь не можно, а напротив того простые через едину онаго силу в пепел обращаются.
…
За полуметаллы почитаются мышьяк, сурьма, висмут, цинк и ртуть.М. В. Ломоносов
Немецкое слово metall было заимствовано из латинского языка, где metallum — «рудник, металл». Латинское слово, в свою очередь, пришло из греческого языка (μεταλλον — «рудник, копь»).

## Классификация
Из 118 химических элементов, открытых на 2019 год, к металлам часто относят (единого общепринятого химического определения нет, например, полуметаллы и полупроводники не всегда относят к металлам):
- 6 элементов в группе щелочных металлов: Li, Na, K, Rb, Cs, Fr;
- 6 в группе щёлочноземельных металлов: Ca, Sr, Ba, Ra; а также Mg и Be;
- 38 в группе переходных металлов:
  - Sc, Ti, V, Cr, Mn, Fe, Co, Ni, Cu, Zn;
Y, Zr, Nb, Mo, Tc, Ru, Rh, Pd, Ag, Cd;
Hf, Ta, W, Re, Os, Ir, Pt, Au, Hg;
Rf, Db, Sg, Bh, Hs, Mt, Ds, Rg, Cn;
- 7 в группе лёгких металлов: Al, Ga, In, Sn, Tl, Pb, Bi;
- 7 в группе полуметаллов[5]: B, Si, Ge, As, Sb, Te, Po;
- 14 в группе лантаноидов + лантан (La): Ce, Pr, Nd, Pm, Sm, Eu, Gd, Tb, Dy, Ho, Er, Tm, Yb, Lu;
- 14 в группе актиноидов (физические свойства изучены не у всех элементов) + актиний (Ac): Th, Pa, U, Np, Pu, Am, Cm, Bk, Cf, Es, Fm, Md, No, Lr.

Металлическими свойствами обладает также металлический водород, получаемый при сверхвысоких давлениях и сверхнизкой температуре; предполагается, что эта аллотропическая модификация водорода может быть метастабильной и сохранять свои свойства и при нормальных условиях. Тем не менее водород не относят к металлам.
Таким образом, к металлам могут относиться более 90 элементов из всех открытых.
В астрофизике термин «металл» может иметь другое значение и обозначать все химические элементы тяжелее гелия (см. Металличность).
Кроме того, в физике металлам, как проводникам, противопоставляются полупроводники и диэлектрики (см. также Полуметалл).

### Некоторые группы/семейства металлов (по разным классификациям)

#### Металлы по химическим свойствам
- Щелочные (например, литий, натрий, калий)
- Щёлочноземельные (например, кальций, стронций, барий)
  - Другие, которые зачастую относят к щёлочноземельным: бериллий, магний
- Переходные (например, уран, титан, железо, никель, кобальт, молибден, вольфрам, платина)
- Постпереходные:
  - Лёгкие (например, алюминий, олово)

#### Металлы по физическим свойствам и отраслям экономики
- Тяжёлые (например, свинец, медь, ртуть, кадмий, кобальт)
- Тугоплавкие (например, молибден, вольфрам)
- Цветные (например, свинец, медь, олово, цинк, никель)
- Благородные: золото, серебро и металлы платиновой группы

## Нахождение в природе
Бо́льшая часть металлов присутствует в природе в виде руд и соединений. Они образуют оксиды, сульфиды, карбонаты и другие химические соединения. Для получения чистых металлов и дальнейшего их применения необходимо выделить их из руд и провести очистку. При необходимости проводят легирование и другую обработку металлов. Изучением этого занимается наука металлургия. Металлургия различает руды чёрных металлов (на основе железа) и цветных (в их состав не входит железо, всего около 70 химических элементов). Золото, серебро и платина относятся также к драгоценным (благородным) металлам. Кроме того, в малых количествах они присутствуют в морской воде и в живых организмах (играя при этом важную роль).
Известно, что организм человека на 3 % состоит из металлов. Больше всего в организме кальция (в костях) и натрия, выступающего в роли электролита в межклеточной жидкости и цитоплазме. Магний накапливается в мышцах и нервной системе, медь — в печени, железо — в крови.

## Производство металлов

### Подготовка руды
Металлы извлекают из земли в процессе добычи полезных ископаемых. Добытые руды служат относительно богатым источником необходимых элементов. Для выяснения нахождения руд в земной коре используются специальные поисковые методы, включающие разведку и исследование рудных месторождений. Месторождения руд разрабатываются открытым или карьерным способом и подземным или шахтным способом. Иногда применяется комбинированный (открыто-подземный) способ разработки рудных месторождений.
После извлечения руд они, как правило, подвергаются обогащению. При этом из исходного минерального сырья выделяют один или несколько полезных компонентов — рудный концентрат(ы), промпродукты и отвальные хвосты. В процессах обогащения используют отличия минералов полезного компонента и пустой породы в плотности, магнитной восприимчивости, смачиваемости, электропроводности, крупности, форме зёрен, химических свойствах и др.

### Работа с рудой
Из добытой и обогащённой руды металлы извлекаются, как правило, с помощью химического или электролитического восстановления. В пирометаллургии для преобразования руды в металлическое сырьё используются высокие температуры, в гидрометаллургии применяют для тех же целей водную химию. Используемые методы зависят от вида металла и типа загрязнения.
Когда металлическая руда является ионным соединением металла и неметалла, для извлечения чистого металла она обычно подвергается выплавлению — нагреву с восстановителем. Многие распространённые металлы, такие как железо, медь, олово, плавят с использованием углерода в качестве восстановителя. Некоторые металлы, такие как алюминий и натрий, не имеют ни одного экономически оправданного восстановителя и извлекаются с применением электролиза.
Сульфидные руды не улучшаются непосредственно до получения чистого металла, но обжигаются на воздухе, с целью преобразования их в окислы.

## Физические свойства металлов

### Твёрдость
Все металлы (кроме ртути и, условно, франция) при нормальных условиях находятся в твёрдом состоянии, однако обладают различной твёрдостью. Ниже в таблице приводится твёрдость некоторых металлов по шкале Мооса.
| Твёрдость | Металл     |
| --------- | ---------- |
| 0.2       | Цезий      |
| 0.3       | Рубидий    |
| 0.4       | Калий      |
| 0.5       | Натрий     |
| 0.6       | Литий      |
| 1.2       | Индий      |
| 1.2       | Таллий     |
| 1.25      | Барий      |
| 1.5       | Стронций   |
| 1.5       | Галлий     |
| 1.5       | Олово      |
| 1.5       | Свинец     |
| 1.5       | Ртуть(тв.) |
| 1.75      | Кальций    |
| 2.0       | Кадмий     |
| 2.25      | Висмут     |
| 2.5       | Магний     |
| 2.5       | Цинк       |
| 2.5       | Лантан     |
| 2.5       | Серебро    |
| 2.5       | Золото     |
| 2.59      | Иттрий     |
| 2.75      | Алюминий   |
| 3.0       | Медь       |
| 3.0       | Сурьма     |
| 3.0       | Торий      |
| 3.17      | Скандий    |
| 3.5       | Платина    |
| 3.75      | Кобальт    |
| 3.75      | Палладий   |
| 3.75      | Цирконий   |
| 4.0       | Железо     |
| 4.0       | Никель     |
| 4.0       | Гафний     |
| 4.0       | Марганец   |
| 4.5       | Ванадий    |
| 4.5       | Молибден   |
| 4.5       | Родий      |
| 4.5       | Титан      |
| 4.75      | Ниобий     |
| 5.0       | Иридий     |
| 5.0       | Рутений    |
| 5.0       | Тантал     |
| 5.0       | Технеций   |
| 5.0       | Хром       |
| 5.5       | Бериллий   |
| 5.5       | Осмий      |
| 5.5       | Рений      |
| 6.0       | Вольфрам   |
| 6.0       | β-Уран     |

### Температура плавления
Температуры плавления чистых металлов лежат в диапазоне от −39 °C (ртуть) до 3410 °C (вольфрам). Температура плавления большинства металлов (за исключением щелочных) высока, однако некоторые металлы, например, олово и свинец, могут расплавиться на обычной электрической или газовой плите.

### Плотность
В зависимости от плотности, металлы делят на лёгкие (плотность 0,53 ÷ 5 г/см³) и тяжёлые (5 ÷ 22,5 г/см³). Самым лёгким металлом является литий (плотность 0,53 г/см³). Самый тяжёлый металл в настоящее время назвать невозможно, так как плотности осмия и иридия — двух самых тяжёлых металлов — почти равны (около 22,6 г/см³ — ровно в два раза выше плотности свинца), а вычислить их точную плотность крайне сложно: для этого нужно полностью очистить металлы, ведь любые примеси снижают их плотность.

### Пластичность
Большинство металлов пластичны, то есть металлическую проволоку можно согнуть, и она не сломается. Это происходит из-за смещения слоёв атомов металлов без разрыва связи между ними. Самыми пластичными являются золото, серебро и медь. Из золота можно изготовить фольгу толщиной 0,003 мм, которую используют для золочения изделий. Однако не все металлы пластичны. Проволока из цинка или олова хрустит при сгибании; марганец и висмут при деформации вообще почти не сгибаются, а сразу ломаются. Пластичность зависит и от чистоты металла; так, очень чистый хром весьма пластичен, но, загрязнённый даже незначительными примесями, становится хрупким и более твёрдым. Некоторые металлы, такие, как золото, серебро, свинец, алюминий, осмий, могут срастаться между собой, но на это могут уйти десятки лет.

### Электропроводность
Все металлы хорошо проводят электрический ток; это обусловлено наличием в их кристаллических решётках подвижных электронов, перемещающихся под действием электрического поля. Серебро, золото, медь и алюминий имеют наибольшую электропроводность; по этой причине последние два металла чаще всего используют в качестве материала для проводов. Очень высокую электропроводность имеет также натрий, в экспериментальной аппаратуре известны попытки применения натриевых токопроводов в форме тонкостенных труб из нержавеющей стали, заполненных натрием. Благодаря малому удельному весу натрия, при равном сопротивлении натриевые «провода» получаются значительно легче медных и даже несколько легче алюминиевых.

### Теплопроводность
Высокая теплопроводность металлов также зависит от подвижности свободных электронов. Поэтому ряд теплопроводностей похож на ряд электропроводностей, и лучшим проводником тепла, как и электричества, является серебро. Натрий также находит применение как хороший проводник тепла; широко известно, например, применение натрия в клапанах автомобильных двигателей для улучшения их охлаждения.
Наименьшая теплопроводность — у висмута и ртути.

### Цвет
Цвет у большинства металлов примерно одинаковый — светло-серый с голубоватым оттенком. Золото, медь и цезий соответственно жёлтого, красного и светло-жёлтого цвета. Осмий имеет хорошо различимый голубой цвет.

## Взаимодействие с простыми веществами
На внешнем электронном уровне у большинства металлов небольшое количество электронов (1-3), поэтому они в большинстве реакций выступают как восстановители (то есть «отдают» свои электроны).

### Реакции с простыми веществами
- С кислородом реагируют все металлы, кроме золота и платиновых металлов. Реакция с серебром происходит при высоких температурах, но оксид серебра(II) практически не образуется, так как он термически неустойчив. В зависимости от металла на выходе могут оказаться оксиды, пероксиды, надпероксиды:

{\displaystyle {\mathsf {4Li+O_{2}=2Li_{2}O}}} оксид лития
{\displaystyle {\mathsf {2Na+O_{2}=Na_{2}O_{2}}}} пероксид натрия
{\displaystyle {\mathsf {K+O_{2}=KO_{2}}}} надпероксид калия
Чтобы получить из пероксида оксид, пероксид восстанавливают металлом: 

{\displaystyle {\mathsf {Na_{2}O_{2}+2Na=2Na_{2}O}}}
Со средними и малоактивными металлами реакция происходит при нагревании:

{\displaystyle {\mathsf {3Fe+2O_{2}=Fe_{3}O_{4}}}}
{\displaystyle {\mathsf {2Hg+O_{2}=2HgO}}}
{\displaystyle {\mathsf {2Cu+O_{2}=2CuO}}}
- С азотом реагируют только самые активные металлы, при комнатной температуре взаимодействует только литий, образуя нитриды:

{\displaystyle {\mathsf {6Li+N_{2}=2Li_{3}N}}}
При нагревании: 

{\displaystyle {\mathsf {2Al+N_{2}=2AlN}}}
{\displaystyle {\mathsf {3Ca+N_{2}=Ca_{3}N_{2}}}}
- С серой реагируют все металлы, кроме золота и платины.

Железо взаимодействует с серой при нагревании, образуя сульфид: 

{\displaystyle {\mathsf {Fe+S=FeS}}}
- С водородом реагируют только самые активные металлы, то есть металлы IA и IIA групп, кроме Be. Реакции осуществляются при нагревании, при этом образуются гидриды. В реакциях металл выступает как восстановитель, степень окисления водорода −1:

{\displaystyle {\mathsf {2Na+H_{2}=2NaH}}}
{\displaystyle {\mathsf {Mg+H_{2}=MgH_{2}}}}
- С углеродом реагируют только наиболее активные металлы. При этом образуются ацетилениды или метаниды. Ацетилениды при взаимодействии с водой дают ацетилен, метаниды — метан.

{\displaystyle {\mathsf {2Na+2C=Na_{2}C_{2}}}}
{\displaystyle {\mathsf {Na_{2}C_{2}+2H_{2}O=2NaOH+C_{2}H_{2}}}}

## Взаимодействие кислот с металлами
С кислотами металлы реагируют по-разному. Металлы, стоящие в электрохимическом ряду активности металлов (ЭРАМ) до водорода, взаимодействуют практически со всеми кислотами.

### Взаимодействие неокисляющих кислот с металлами, стоящими в электрическом ряду активности металлов до водорода
Происходит реакция замещения, которая также является окислительно-восстановительной:
{\displaystyle {\mathsf {Mg+2HCl=MgCl_{2}+H_{2}\uparrow }}}
{\displaystyle {\mathsf {2Al+2H_{3}PO_{4}=2AlPO_{4}+3H_{2}\uparrow }}}

### Взаимодействие концентрированной серной кислоты H2SO4с металлами
Окисляющие кислоты могут взаимодействовать и с металлами, стоящими в ЭРАМ после водорода:
{\displaystyle {\mathsf {Cu+2H_{2}SO_{4}=CuSO_{4}+SO_{2}\uparrow +2H_{2}O}}}
Сильно разбавленная кислота реагирует с металлом по классической схеме:
{\displaystyle {\mathsf {Mg+H_{2}SO_{4}=MgSO_{4}+H_{2}\uparrow }}}
При увеличении концентрации кислоты образуются различные продукты:
{\displaystyle {\mathsf {Mg+2H_{2}SO_{4}=MgSO_{4}+SO_{2}\uparrow +2H_{2}O}}}
{\displaystyle {\mathsf {3Mg+4H_{2}SO_{4}=3MgSO_{4}+S\downarrow +4H_{2}O}}}
{\displaystyle {\mathsf {4Mg+5H_{2}SO_{4}=4MgSO_{4}+H_{2}S\uparrow +4H_{2}O}}}

### Реакции для азотной кислоты (HNO3)
{\displaystyle {\mathsf {Cu+4HNO_{3}(60\%)=Cu(NO_{3})_{2}+2NO_{2}\uparrow +2H_{2}O}}}
{\displaystyle {\mathsf {3Cu+8HNO_{3}(30\%)=3Cu(NO_{3})_{2}+2NO\uparrow +4H_{2}O}}}
При взаимодействии с активными металлами вариантов реакций ещё больше:
{\displaystyle {\mathsf {Zn+4HNO_{3}(60\%)=Zn(NO_{3})_{2}+2NO_{2}\uparrow +2H_{2}O}}}
{\displaystyle {\mathsf {3Zn+8HNO_{3}(30\%)=3Zn(NO_{3})_{2}+2NO\uparrow +4H_{2}O}}}
{\displaystyle {\mathsf {4Zn+10HNO_{3}(20\%)=4Zn(NO_{3})_{2}+N_{2}O\uparrow +5H_{2}O}}}
{\displaystyle {\mathsf {5Zn+12HNO_{3}(10\%)=5Zn(NO_{3})_{2}+N_{2}\uparrow +6H_{2}O}}}
{\displaystyle {\mathsf {4Zn+10HNO_{3}(3\%)=4Zn(NO_{3})_{2}+NH_{4}NO_{3}+3H_{2}O}}}

### Легирование
Легирование — это введение в расплав дополнительных элементов, модифицирующих механические, физические и химические свойства основного материала.

## Электронное строение
Все металлы имеют слабую связь валентных электронов (электронов внешнего энергетического уровня) с ядром. Благодаря этому созданная разность потенциалов в проводнике приводит к лавинообразному движению электронов (называемых электронами проводимости) в кристаллической решётке. Совокупность таких электронов часто называют электронным газом. Вклад в теплопроводность, помимо электронов, дают фононы (колебания решётки). Пластичность обусловлена малым энергетическим барьером для движения дислокаций и сдвига кристаллографических плоскостей. Твёрдость можно объяснить большим числом структурных дефектов (междоузельные атомы, вакансии и др.).
Из-за лёгкой отдачи электронов возможно окисление металлов, что может приводить к коррозии и дальнейшей деградации свойств. Способность к окислению можно узнать по ряду активности металлов. Этот факт подтверждает необходимость использования металлов в комбинации с другими элементами (сплав, важнейшим из которых является сталь), их легирование и применение различных покрытий.
Для более корректного описания электронных свойств металлов необходимо использовать квантовую механику. Во всех твёрдых телах с достаточной симметрией уровни энергии электронов отдельных атомов перекрываются и образуют разрешённые зоны, причём зона, образованная валентными электронами, называется валентной зоной. Слабая связь валентных электронов в металлах приводит к тому, что валентная зона в металлах получается очень широкой, и всех валентных электронов не хватает для её полного заполнения.
Принципиальная особенность такой частично заполненной зоны состоит в том, что даже при минимальном приложенном напряжении в образце начинается перестройка валентных электронов, то есть течёт электрический ток.
Та же высокая подвижность электронов приводит и к высокой теплопроводности, а также к способности зеркально отражать электромагнитное излучение (что и придаёт металлам характерный блеск).

## Структура металлов
Ни один металл невозможно приготовить в абсолютно чистом состоянии. Технически «чистые» металлы могут содержать до нескольких процентов примесей, и если эти примеси являются элементами с низким атомным весом (например, углерод, азот или кислород), то в пересчёте на атомные проценты содержание этих примесей может быть очень большим. Первые небольшие количества примесей в металле обычно входят в кристалл в виде твёрдого раствора. Можно выделить два главных типа твёрдых растворов:
- первый, когда атомы примеси намного меньше атомов металла-растворителя, растворённые атомы располагаются в решётке растворителя по междоузлиям, или «пустотам». Образование таких твёрдых растворов — твёрдых растворов внедрения — почти всегда сопровождается расширением решётки растворителя, и в окрестности каждого растворённого атома имеется локальное искажение решётки;
- второй, когда атомы примеси и растворителя имеют приблизительно одинаковые размеры, образуется твёрдый раствор замещения, в котором атомы растворённого элемента замещают атомы растворителя, так что атомы обоих сортов занимают места в узлах общей решётки. В таких случаях тоже вокруг каждого растворённого атома имеется искажённая область, а будет ли при этом решётка расширяться или сжиматься, зависит от относительных размеров атомов растворителя и растворённого вещества[14].

Для большей части металлов наиболее важными элементами, образующими твёрдые растворы внедрения, являются водород, бор, углерод, азот и кислород. Присутствие дислокаций всегда приводит к появлению аномально больших или малых межатомных расстояний. В присутствии примесей каждая дислокация окружена «атмосферой» примесных атомов. Примесные атмосферы «закрепляют» дислокации, потому что в результате перемещения дислокаций будет образовываться новая конфигурация с повышенной энергией. Границы между кристаллами также являются областями с аномальными межатомными расстояниями и, следовательно, тоже растворяют примесные атомы легче, чем неискажённые области кристаллов.
При увеличении содержания примесей растворённые атомы входят и в основную массу кристалла, однако всё ещё имеется избыток примеси по границам зёрен и вокруг дислокаций. Когда содержание примеси превышает предел растворимости, появляется новая фаза, которая может представлять собой или растворённое вещество, или промежуточную фазу, или соединение. В таких случаях границы между фазами могут быть двух родов. В общем случае кристаллическая структура частичек примеси слишком отлична от структуры металла-растворителя, поэтому решётки двух фаз не могут переходить одна в другую, образуя непрерывную структуру. В таких случаях на границах раздела фаз образуются слои с нерегулярной (искажённой) структурой. С образованием границ связано появление свободной поверхностной энергии, однако энергия деформации решётки растворителя относительно невелика. В таких случаях говорят, что эти частицы выделяются некогерентно.
B ряде случаев межатомные расстояния и кристаллическая структура металла-растворителя и частичек примеси таковы, что некоторые плоскости могут соединяться между собой, образуя непрерывную структуру. Тогда говорят, что частицы второй фазы выделяются когерентно и, поскольку сопряжение решёток никогда не бывает абсолютно точным, вокруг границы образуется сильно напряжённая область. В тех случаях, когда энергия деформации слишком велика для этого, соседние кристаллы могут контактировать таким образом, что при этом в пограничных слоях возникают области упругой деформации, а на самой границе раздела — дислокации. В таких случаях говорят, что частицы выделяются полукогерентно.
При повышении температуры вследствие увеличения амплитуды колебаний атомов может образоваться дефект кристаллической решётки, который называют вакансия или «дырка». Диффузия вакансий является одним из механизмов образования дислокаций.
Как правило, кристаллизация металла происходит путём переохлаждения с образованием дендритной структуры. По мере разрастания дендритные кристаллы соприкасаются, при этом образуются различные дефекты структуры. В большинстве случаев металл затвердевает так, что первая порция кристаллов содержит меньше примесей, чем последующие. Поэтому, как правило, примеси концентрируются на границах зёрен, образуя стабильные структуры.

## Применение металлов

### Конструкционные материалы
Металлы и их сплавы — одни из главных конструкционных материалов современной цивилизации. Это определяется, прежде всего, их высокой прочностью, однородностью и непроницаемостью для жидкостей и газов. Кроме того, меняя рецептуру сплавов, можно менять их свойства в очень широких пределах.

### Электротехнические материалы
Металлы используются как в качестве хороших проводников электричества (медь, алюминий), так и в качестве материалов с повышенным сопротивлением для резисторов и электронагревательных элементов (нихром и т. п.).

### Инструментальные материалы
Металлы и их сплавы широко применяются для изготовления инструментов (их рабочей части). В основном, это инструментальные стали и твёрдые сплавы. В качестве инструментальных материалов применяются также алмаз, нитрид бора, керамика.

## История развития представлений о металлах
Знакомство человека с металлами началось с золота, серебра и меди, то есть с металлов, встречающихся в свободном состоянии на земной поверхности; впоследствии к ним присоединились металлы, значительно распространенные в природе и легко выделяемые из их соединений: олово, свинец, железо и ртуть. Эти семь металлов были знакомы человечеству в глубокой древности. Среди древнеегипетских артефактов встречаются золотые и медные изделия, которые, по некоторым данным, относятся к эпохе, удаленной на 3000—4000 лет от н. э.
К семи известным металлам уже только в средние века прибавились цинк, висмут, сурьма и в начале XVIII столетия мышьяк. С середины XVIII века число открытых металлов быстро возрастает и к началу XX столетия доходит до 65, а к началу XXI века — до 96.
Ни одно из химических производств не способствовало столько развитию химических знаний, как процессы, связанные с получением и обработкой металлов; с историей их связаны важнейшие моменты истории химии. Свойства металлов так характерны, что уже в самую раннюю эпоху золото, серебро, медь, свинец, олово, железо и ртуть составляли одну естественную группу однородных веществ, и понятие о «металле» относится к древнейшим химическим понятиям. Однако воззрения на их натуру в более или менее определенной форме появляются только в средние века у алхимиков. Правда, идеи Аристотеля о природе: образования всего существующего из четырёх элементов (огня, земли, воды и воздуха) уже тем самым указывали на сложность металлов; но эти идеи были слишком туманны и абстрактны. У алхимиков понятие о сложности металлов и, как результат этого, вера в возможность превращать одни металлы в другие, создавать их искусственно, является основным понятием их миросозерцания.
Лишь Лавуазье выяснил роль воздуха при горении и показал, что прибыль в весе металлов при обжигании происходит от присоединения к металлам кислорода из воздуха, и таким образом установил, что акт горения металлов есть не распадение на элементы, а, напротив, акт соединения, вопрос о сложности металлов был решен отрицательно. Металлы были отнесены к простым химическим элементам, в силу основной идеи Лавуазье, что простые тела суть те, из которых не удалось выделить других тел. С созданием периодической системы химических элементов Менделеевым элементы металлов заняли в ней своё законное место.